# 1582
1582 (MDLXXXII) a fost ultimul an al calendarului iulian și primul an al calendarului gregorian, care a început într-o zi de luni.

## Evenimente
- 15 ianuarie: Armistițiul de la Jam Zapolsky convenit între Uniunea statală polono-lituaniană și Rusia.
- 24 februarie: Papa Grigore al XIII-lea (n. Ugo Bouncompagni) a decretat reforma calendarului și introducerea calendarului gregorian la 15 octombrie.
- 15 octombrie: Introducerea calendarului gregorian în țările catolice. Ziua de joi, 4 octombrie, a fost urmată de vineri, 15 octombrie.
- 17 octombrie: Începe a patra domnie a lui Petru Șchiopul în Moldova (1582-1591).

## Arte, Știință, Literatură și Filozofie
- Este tipărită Palia de la Orăștie, prima traducere românească a Vechiului Testament.

## Nașteri
- 25 septembrie: Arhiducesa Eleonore de Austria (d. 1620)
- 17 noiembrie: Georg, Duce de Brunswick-Lüneburg (d. 1641)

## Decese
- 21 iunie: Nobunaga Oda, 47 ani, domnitor feudal japonez (n. 1534)
- 15 octombrie: Tereza de Ávila, 67 ani, călugăriță și scriitoare spaniolă (n. 1515)
- Iancu Sasul (Ioan al V-lea), domn al Moldovei (n.c. 1504)